# Pearl Games
Pearl Games est un éditeur de jeux de société belge, basé à Frasnes-lez-Buissenal, en Région wallonne, éditant plusieurs jeux expert et extensions.

## Histoire
Pearl Games a été créé en 2010 par Sébastien Dujardin,.
Le 09 mars 2015, la maison d'édition Asmodee Éditions a annoncé le rachat de Pearl Games.
Le 30 janvier 2023, Sébastien Dujardin annonce sur la page Facebook de la maison d'édition que la collaboration avec le distributeur Asmodee est terminée et qu'il était en contact avec la maison mère pour essayer d'assurer l'avenir de Pearl Games. Le 06 mars 2024, la maison d'édition s'est exprimé sur le fait qu'elle préparait son retour.

## Catalogue
- 2010 : Troyes (Sébastien Dujardin, Alain Orban et Xavier Georges)
  - 2012 : Troyes : Les Dames de Troyes
- 2011 : Tournay (Sébastien Dujardin, Alain Orban et Xavier Georges)
- 2012 : Ginkopolis
  - 2013 : Ginkopolis : The Experts
- 2013 : Bruxelles 1893 (Étienne Espreman)[7]
- 2014 : La Granja
- 2014 : Deus
  - 2016 : Deus : Égypt
- 2015 : L'Auberge sanglante
  - 2017 : L'Auberge sanglante : Les Forains
- 2017 : Otys
- 2018 : Solenia (nommé à l'As d'or 2019[1])
- 2019 : Black Angel
- 2020 : Troyes Dice[8]